# Filokalia
Filokalia (gr. Φιλοκαλία od φιλέω - kocham i καλός - piękny) – zbiór tekstów około 36 autorów, z długiego okresu od IV do XV w., z zakresu ascetyki i duchowości w tradycji katolickiej i prawosławnej. Teksty zebrali i chronologicznie uporządkowali, mnich Nikodem z góry Athos, nazywany Hagiorytą (1749-1809) i biskup Makary z Koryntu (1731-1805) pozbawiony biskupstwa, żyjący jako eremita. Obaj spotykali się czasem na Górze Atos. W chronologii tekstów można wyróżnić cztery główne okresy: ojców pustyni, tradycji synajskiej, duchowości studyckiej oraz okres Góry Atos.
Zbiór jest zatytułowany Filokalia ton hieron neptikon, a pełny tytuł to: Filokalia świętych ojców neptyckich, ułożona z pism świętych i teoforycznych ojców, w której przez duchową filozofię działania i kontemplacji, umysł zostaje oczyszczony, oświecony i udoskonalony. W tytule „ojcowie neptyccy” oznacza mistrzów duchowych nauczających, jak osiągnąć stan wewnętrznej, duchowej czujności (gr. nepsis), a wybrani oni zostali spośród większej liczby pism „ojców teoforycznych”, czyli „noszących Boga”, co określa tych, którzy doświadczyli Bożej obecności. W tytule należy zauważyć jeszcze dwa aspekty: zarówno działanie, jak i kontemplację. Filokalię opublikowano w 1782 r. w Wenecji, gdyż Grecja była okupowana przez Turków. Tytuł zbioru nawiązuje do wyciągu (czyli również filokalii) z tekstów Orygenesa (Umiłowanie Boskiego piękna), który powstał w IV w. pod opieką Bazylego Wielkiego i Grzegorza z Nazjanzu.
Dzieło to przetłumaczono w 1793 na język cerkiewnosłowiański, a w 1877 na rosyjski pod tytułem Dobrotolubije (Добротолюбие) przez świętego mnicha Teofana Pustelnika. Miało ono wielki wpływ na świat prawosławny i na powrót do hezychazmu.
Duchowość Filokalii stawia w centrum oczyszczenie serca, modlitwę Jezusową (zwaną także modlitwą serca), praktykowanie cnót z jednoczesnym podkreśleniem rzeczywistego uczestnictwa w życiu bożym.